# Палм-Джумейра
Палм-Джумейра (араб. نخلة الجميرة‎) — искусственный остров, который находится на берегу Дубая в Объединённых Арабских Эмиратах, создан девелоперской компанией Nakheel. Входит в состав «Пальмовых островов».

## Описание
Строительство острова начато в июне 2001 года. В конце 2006 года остров был постепенно отдан под застройку.
Это один из трёх островов под названием Пальмовые острова, которые увеличивают береговую линию Дубая в общей сложности на 520 км.
Палм-Джумейра является самым маленьким и самым оригинальным из трех островов (Палм-Джумейра, Палм-Джабаль-Али, Палм-Дейра). Она представляет собой искусственный остров в виде пальмового дерева, состоящего из ствола, 16 листьев и окружающего остров полумесяца, представляющего собой 11-километровый волнорез. Размер острова 5 километров на 5 километров и его общая площадь составляет более 800 футбольных полей. Остров связан с материком 300-метровым мостом, а полумесяц связан с верхушкой пальмы подводным туннелем.

### Отели
- Atlantis The Palm
- Rixos The Palm Dubai Архивная копия от 28 ноября 2015 на Wayback Machine